# 捷列布利亞河
48°2′10″N 23°28′35″E / 48.03611°N 23.47639°E

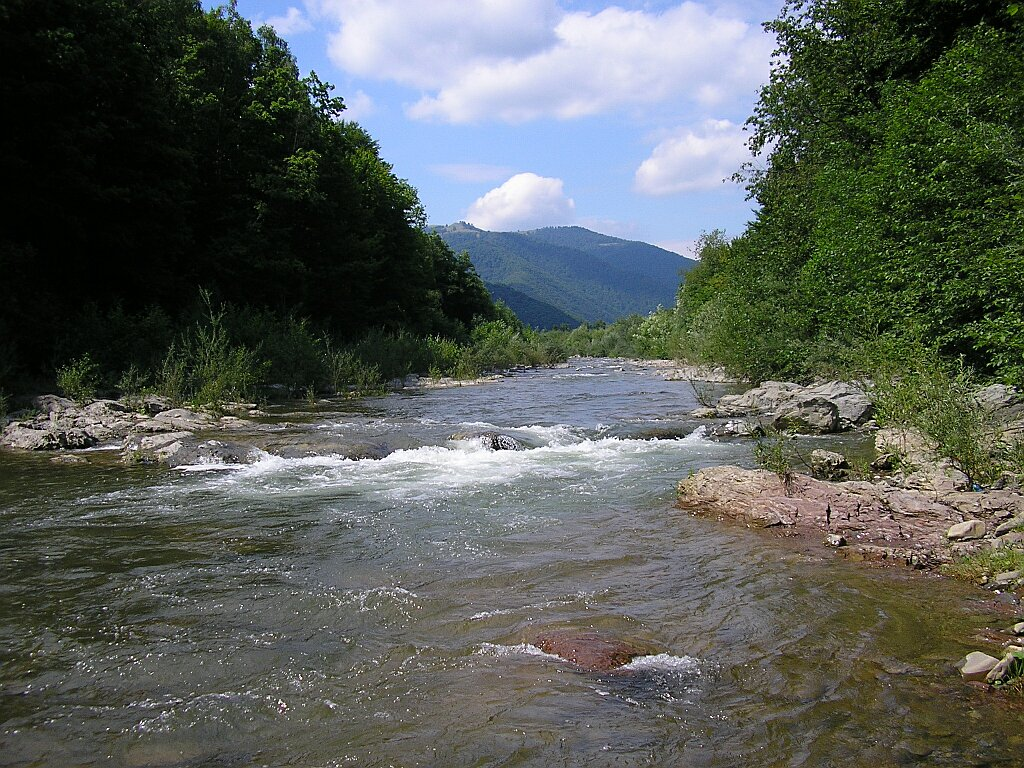

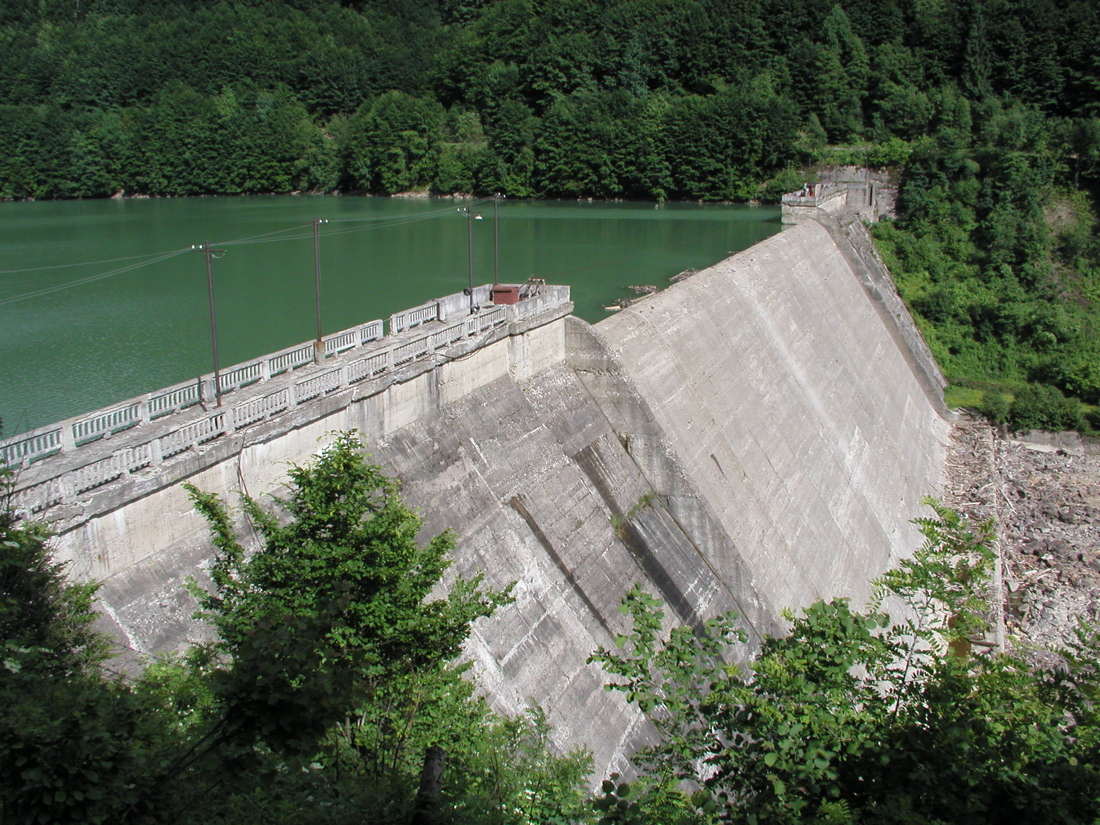

捷列布利亞河（烏克蘭語：Теребля），是烏克蘭的河流，位於該國西部外喀爾巴阡州，屬於蒂薩河的右支流，發源自庫尼貢達湖附近，河道全長91公里，流域面積750平方公里。